# Robert Schwalm
Robert Schwalm (Erfurt, 6 de desembre de 1845 - Königsberg, 6 de maig de 1912) fou un compositor alemany.
Estudià en el Conservatori de Leipzig, i de 1870 a 1875 fou director de diverses societats corals; de 1878 a 1884 dirigí la Filharmònica de Konigsberg i després de l'Acadèmia Musical de la mateixa ciutat.
Les seves principals composicions són; Der Gothen Todesgesang i Abendstille am Meere, per a cor i orquestra; una serenata per a orquestra; l'òpera Fauenlob (Leipzig, 1885); l'oratori Der Jüngling von Nain; un quartet per a instruments d'arc, etc.